# Chirashi
Pour les articles homonymes, voir Sushi.
Le chirashizushi (ちらし寿司) ou chirashi sushi ou chirashi (en abrégé) (« sushi éparpillé », en japonais) est une recette traditionnelle de la cuisine japonaise à base de sushis éparpillés dans un grand bol. Contrairement aux sushis, ce n'est pas un plat assemblé[pas clair], mais un simple bol de riz à sushi (assaisonné de vinaigre de riz) sur lequel est déposée une garniture froide : sashimi de saumon, thon, maquereau, daurade, crustacé, tamagoyaki, kamaboko, nori, shiitake, tobiko, umibudō, ikura, concombre, avocat, fromage, ainsi que du gari et du wasabi.

## Histoire et tradition
Le chirashi présente l'avantage d'être simple à préparer. Souvent copieux, c’est durant la période Edo (v. 1600-v. 1868) qu’il est devenu un plat familial populaire. Il est classé second plat préféré des Japonais dans un sondage de la NHK de 1997.

Quelques exemples de présentation de chirashi
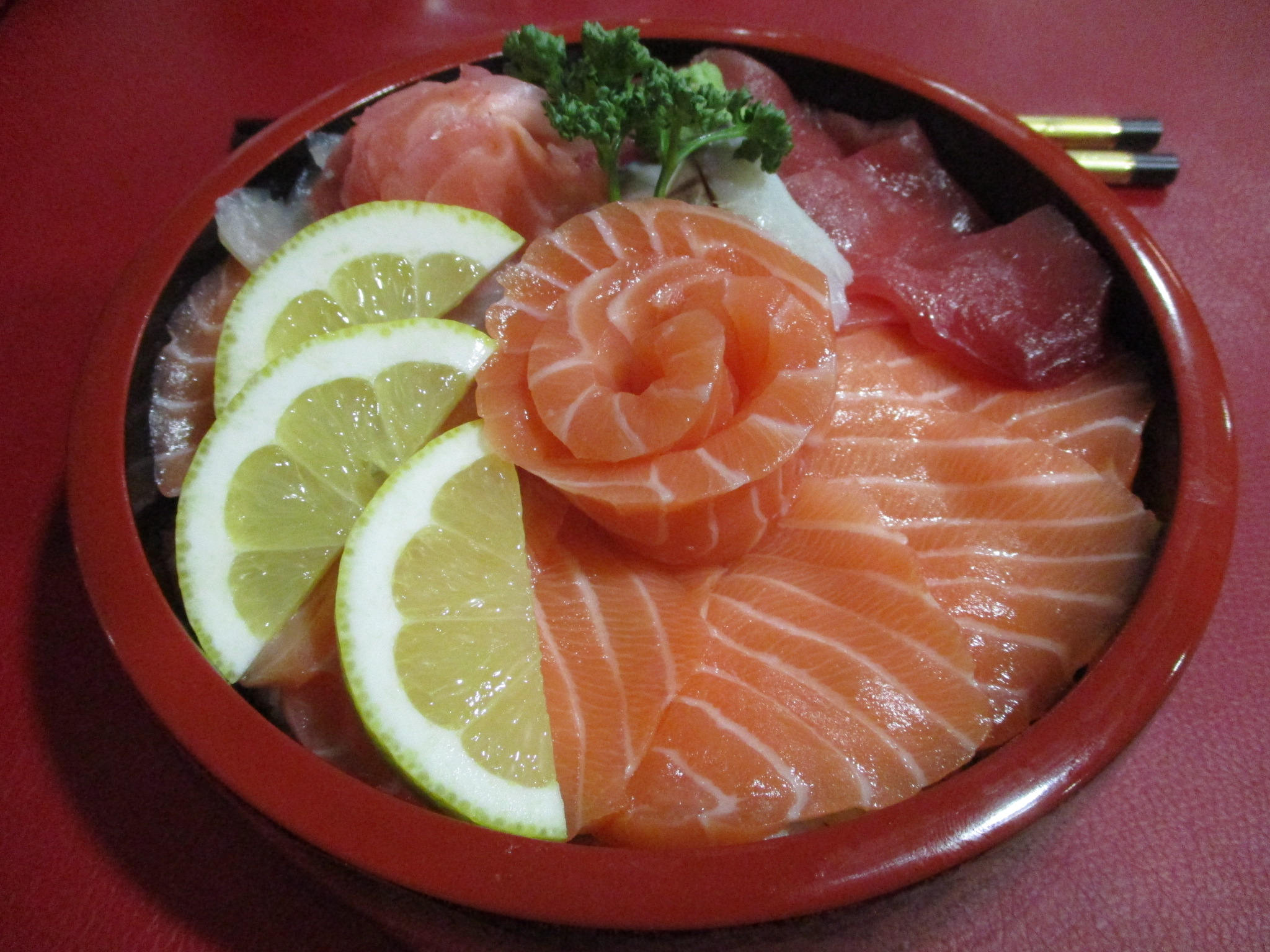
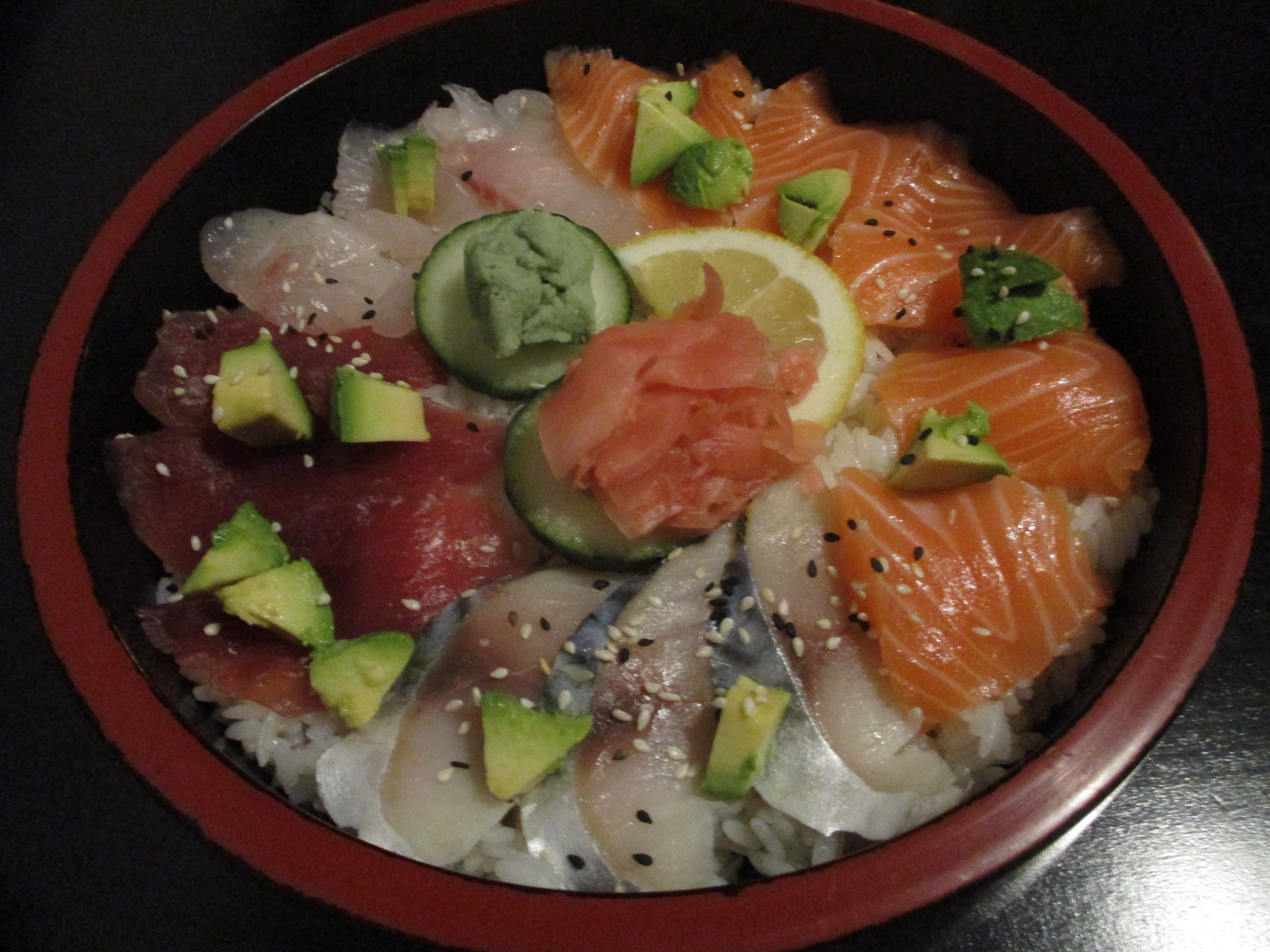
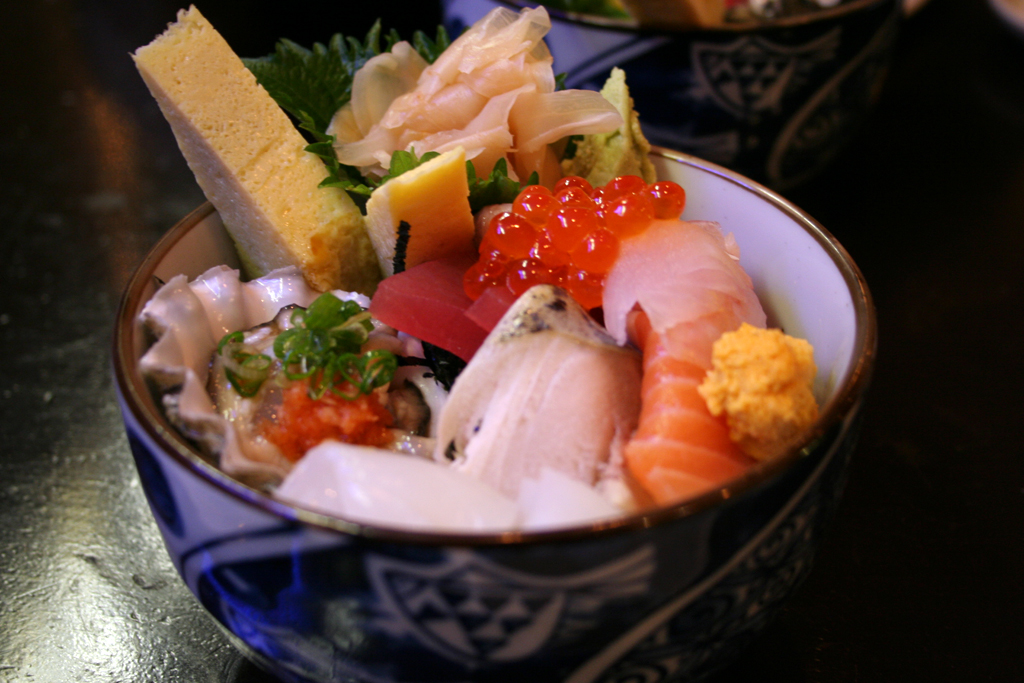

Il est traditionnel de servir du chirashi lors de Hina matsuri (« la fête des Poupées »), une fête qui a lieu au Japon le 3 mars, jour consacré aux petites filles. Les ingrédients sont principalement des produits de la mer et des légumes, mais sont souvent plus variés que ceux des autres sushis, et peuvent être, suivant les régions, crus, marinés, saumurés ou encore cuits et mélangés ou non au riz.

## Variantes régionales
Une variante locale du chirashi-zushi, le bara-zushi d'Okayama, est réalisée à partir des poissons locaux, avec une attention particulière portée à la présentation ; c'est un plat servi traditionnellement lors de banquets, de fêtes ou de cérémonies. Les ingrédients sont généralement cuits et sont plus nombreux que pour un chirashizushi habituel (plus d'une douzaine) ; la préparation du plat peut prendre deux jours, et se déroulait autrefois avec le concours de toute la famille, voire du voisinage.

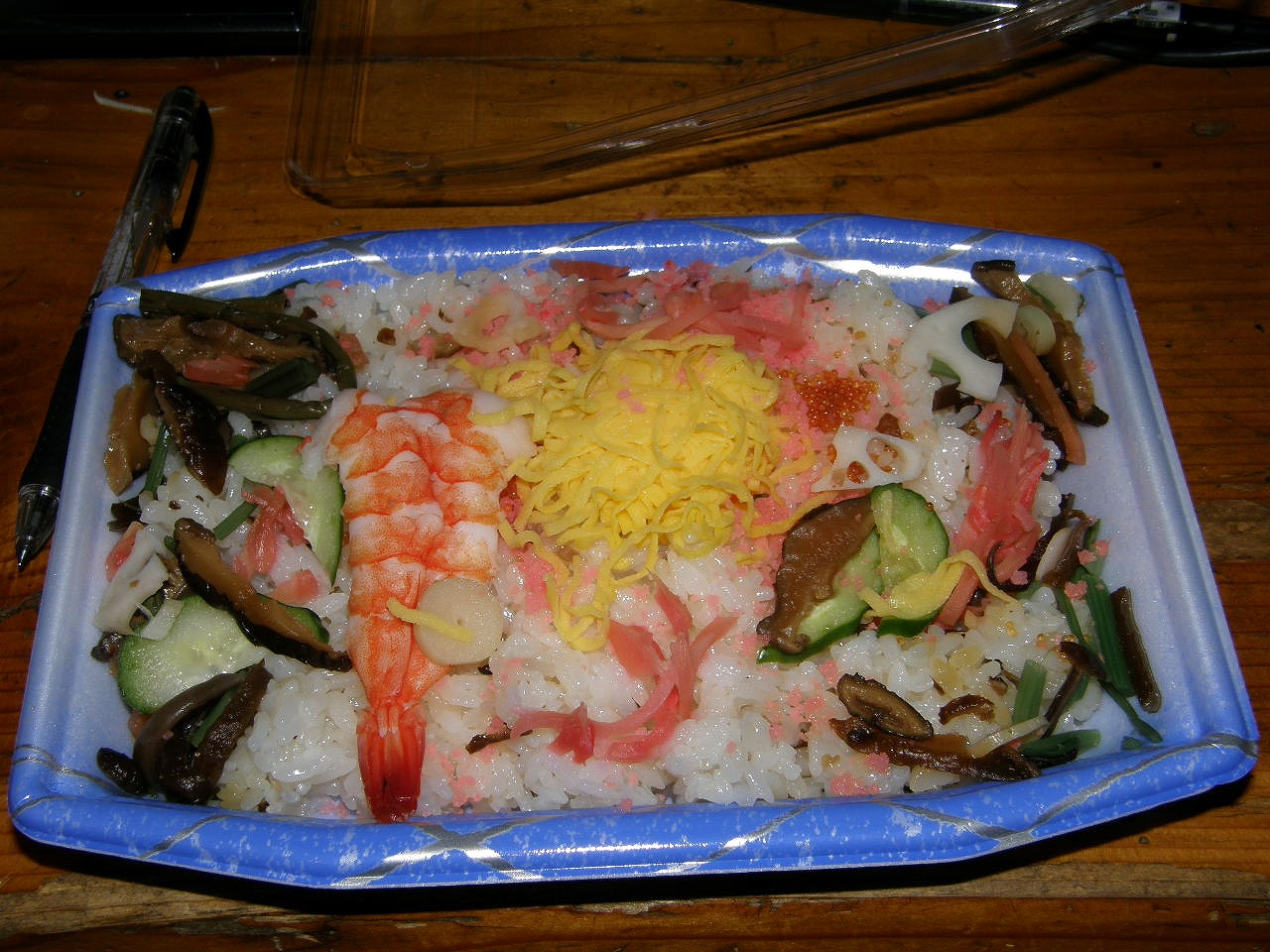
Bara-zushi.
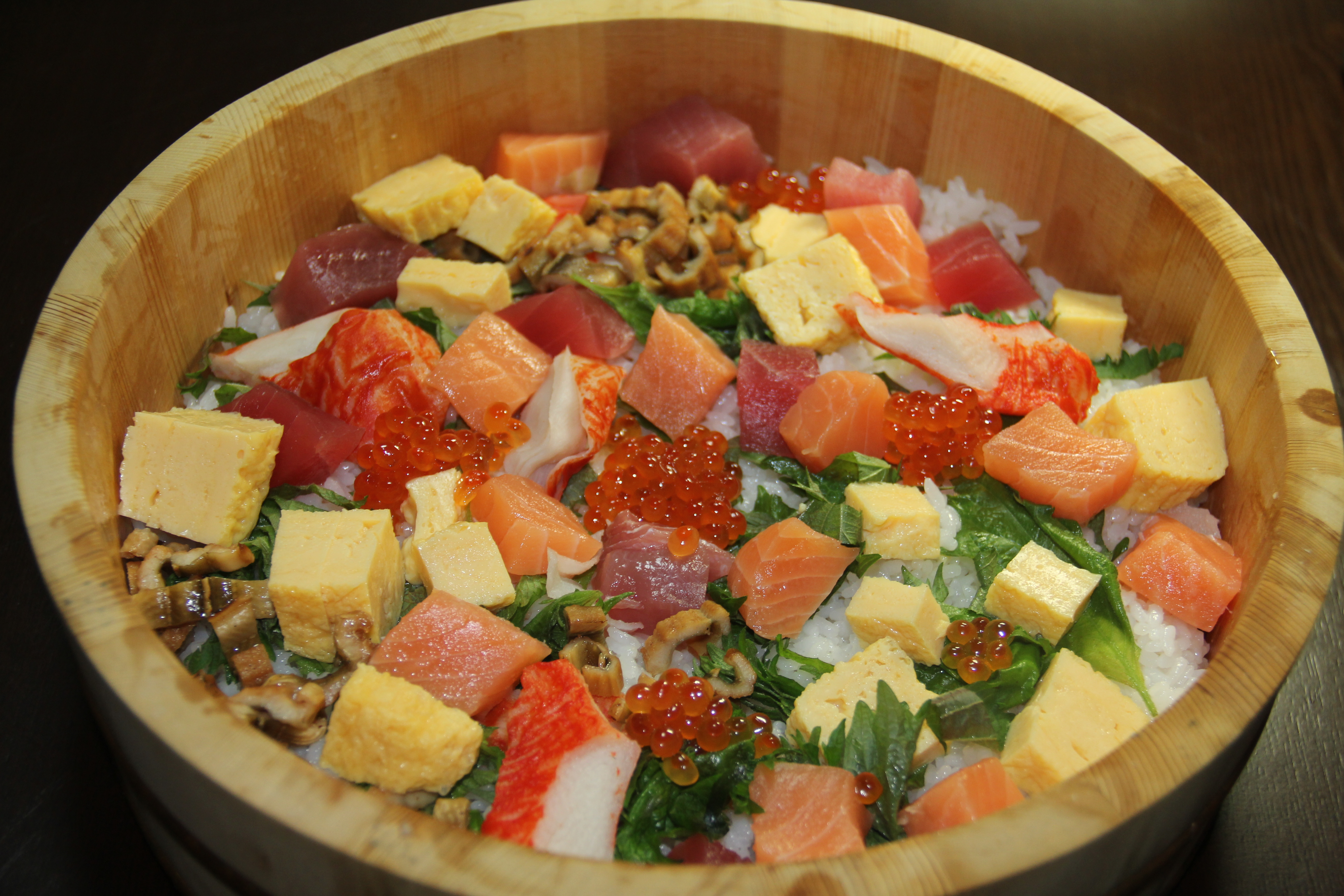
Chirashizushi.
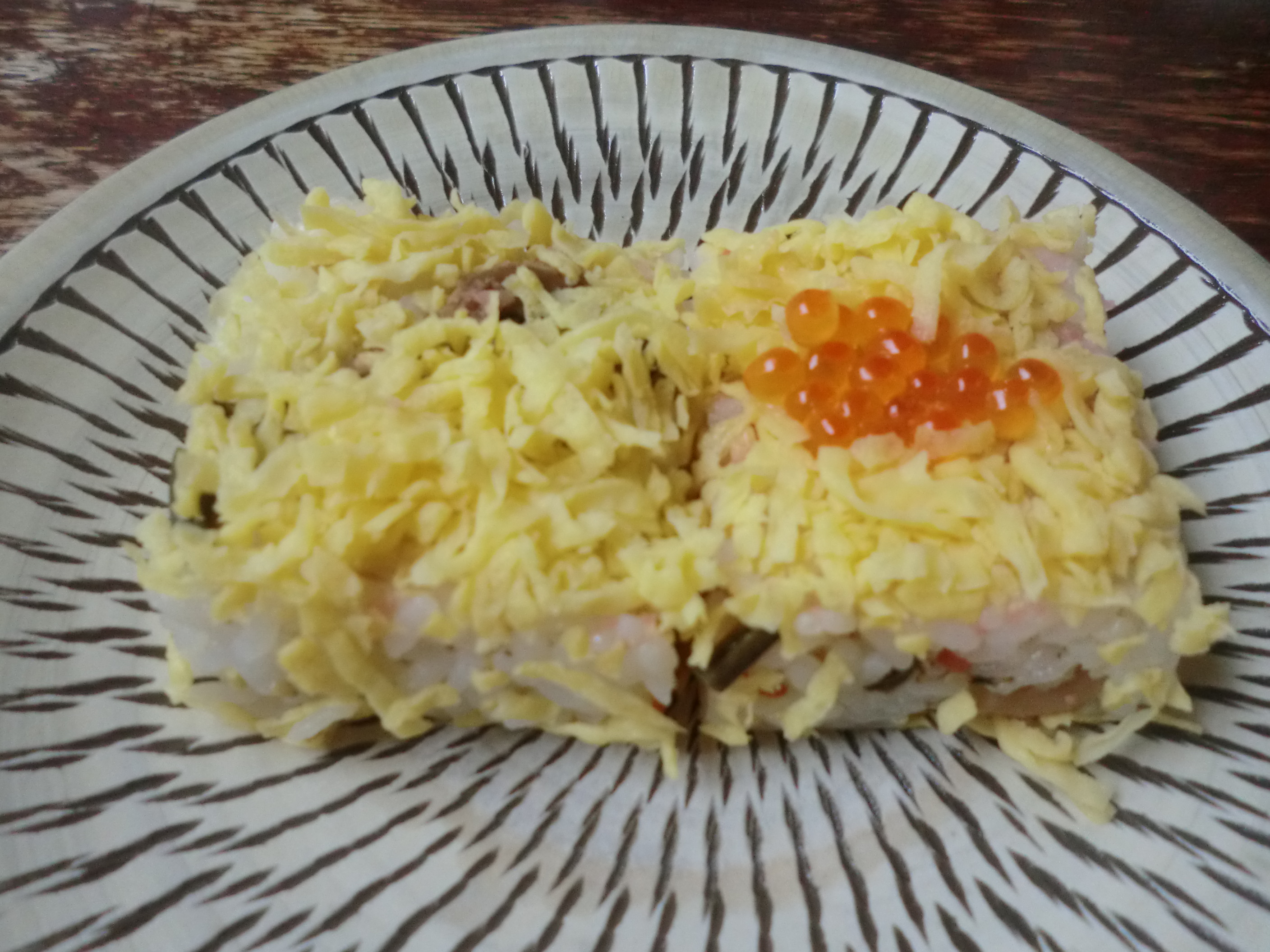
Omurazushi.
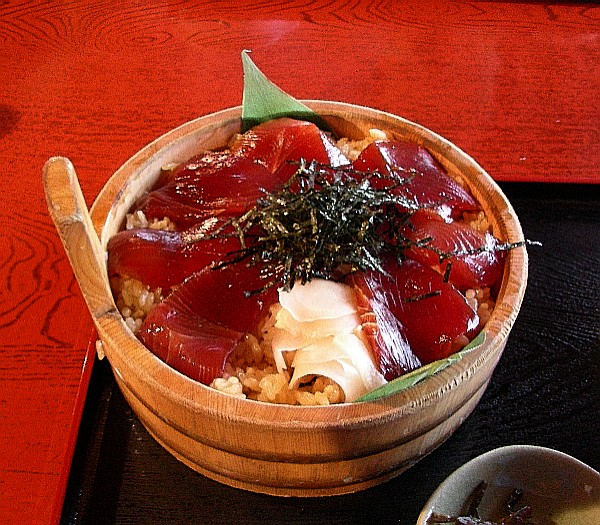
Tekonezushi.
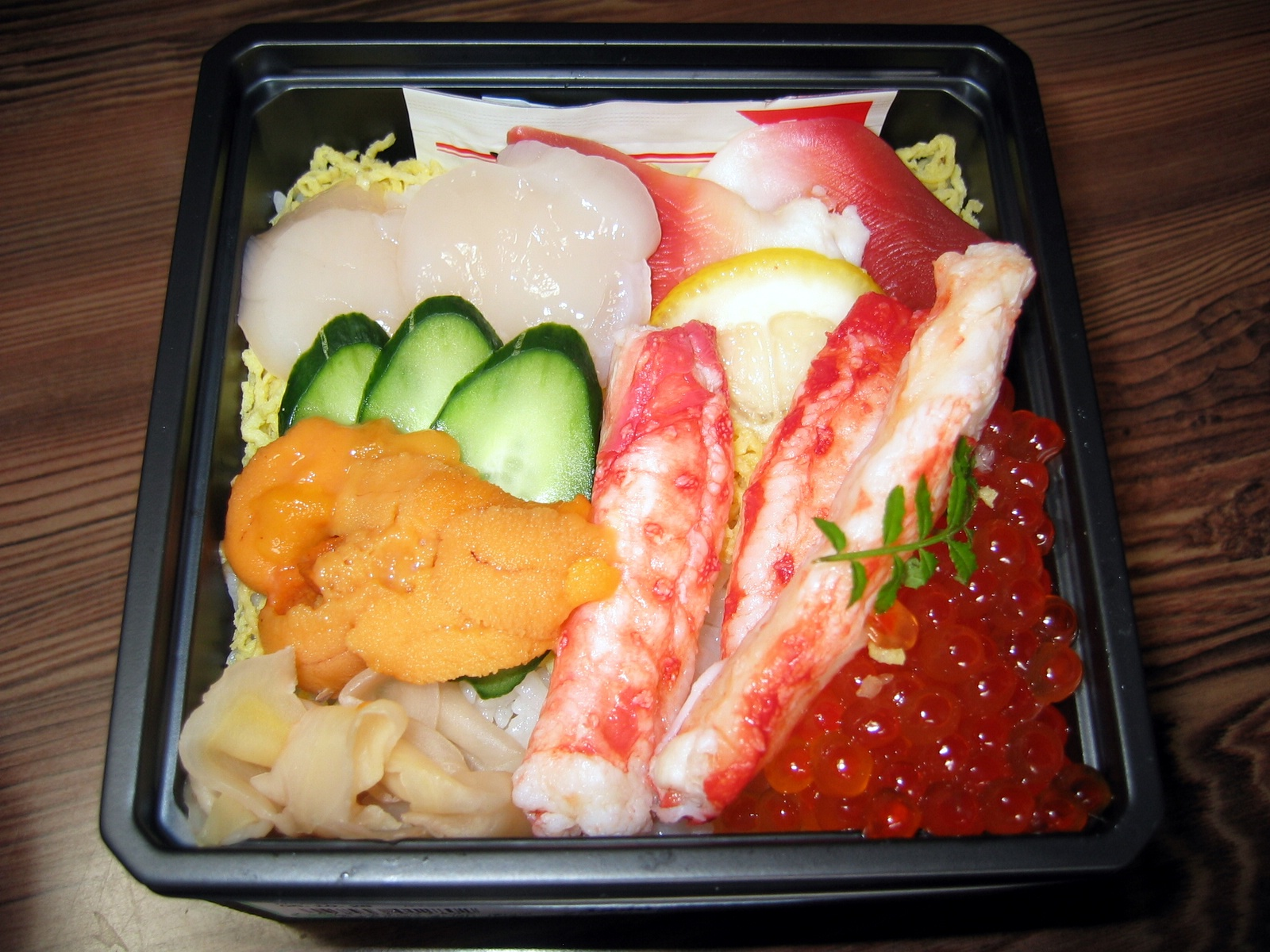

On y trouve entre autres généralement un poisson pêché abondamment localement, le maquereau espagnol, des feuilles de sanshō ou encore de l'omelette japonaise (tamagoyaki). Il existe aussi des versions modernes du bara-zushi vendues dans des bentō. Ce plat serait né à la suite de l'ordre d'un daimyo qui souhaitait que l'alimentation de son peuple devienne plus frugale, et qu’un repas se limite à un bol de soupe miso, un bol de riz et un plat d'accompagnement : les habitants eurent l'idée de contourner la règle en cachant les ingrédients sous le riz, pour déguster le plat retourné quand personne ne les regardait,.
Quelques variantes :

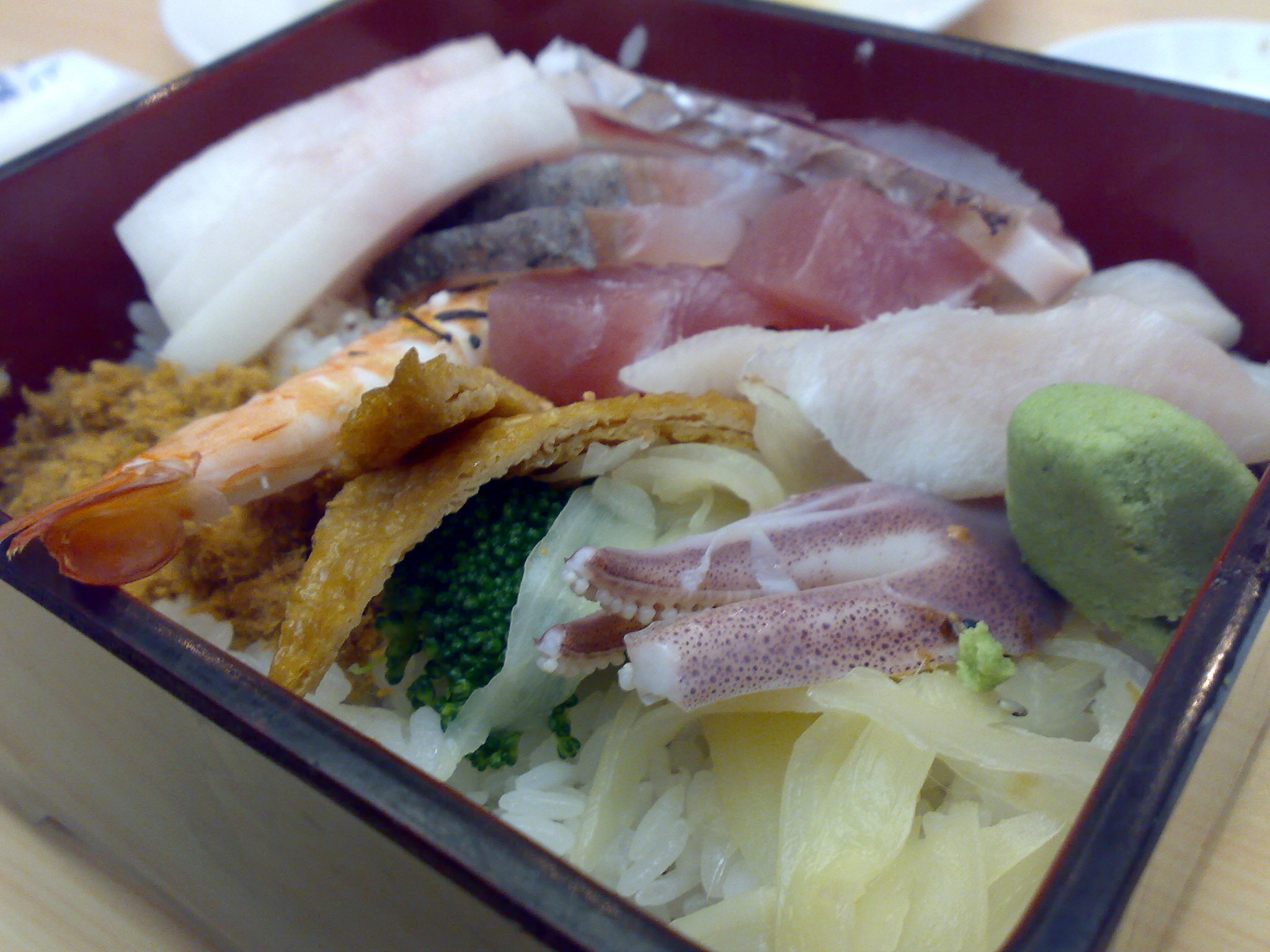
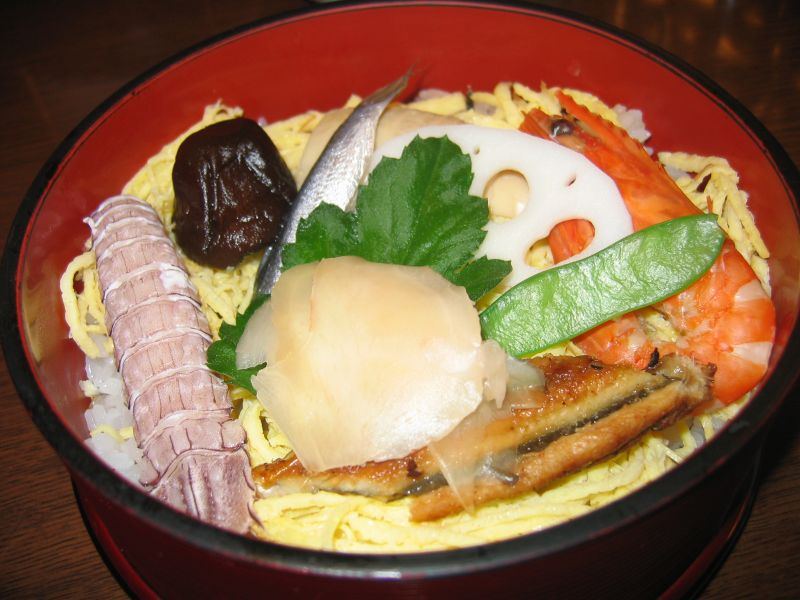
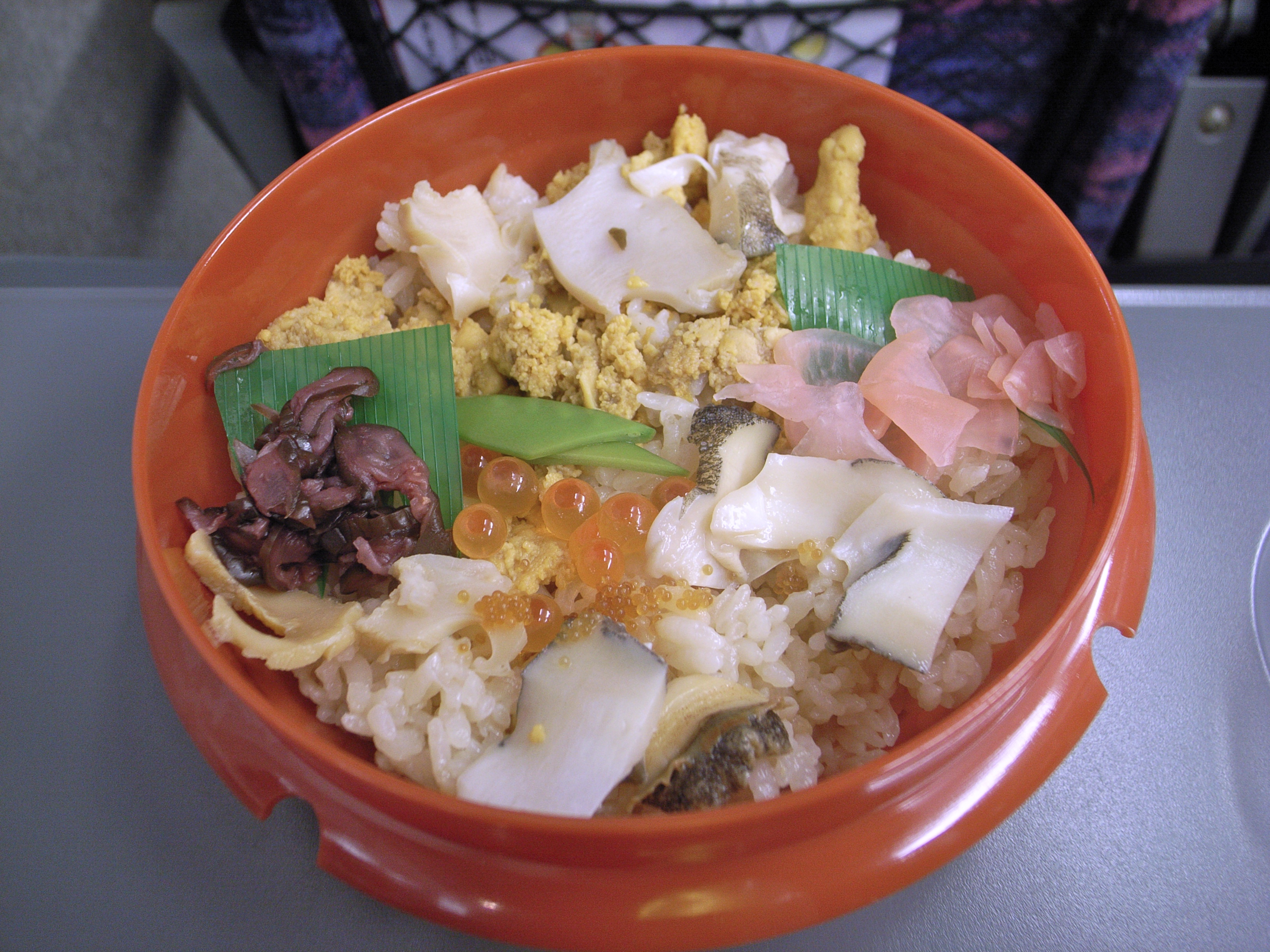
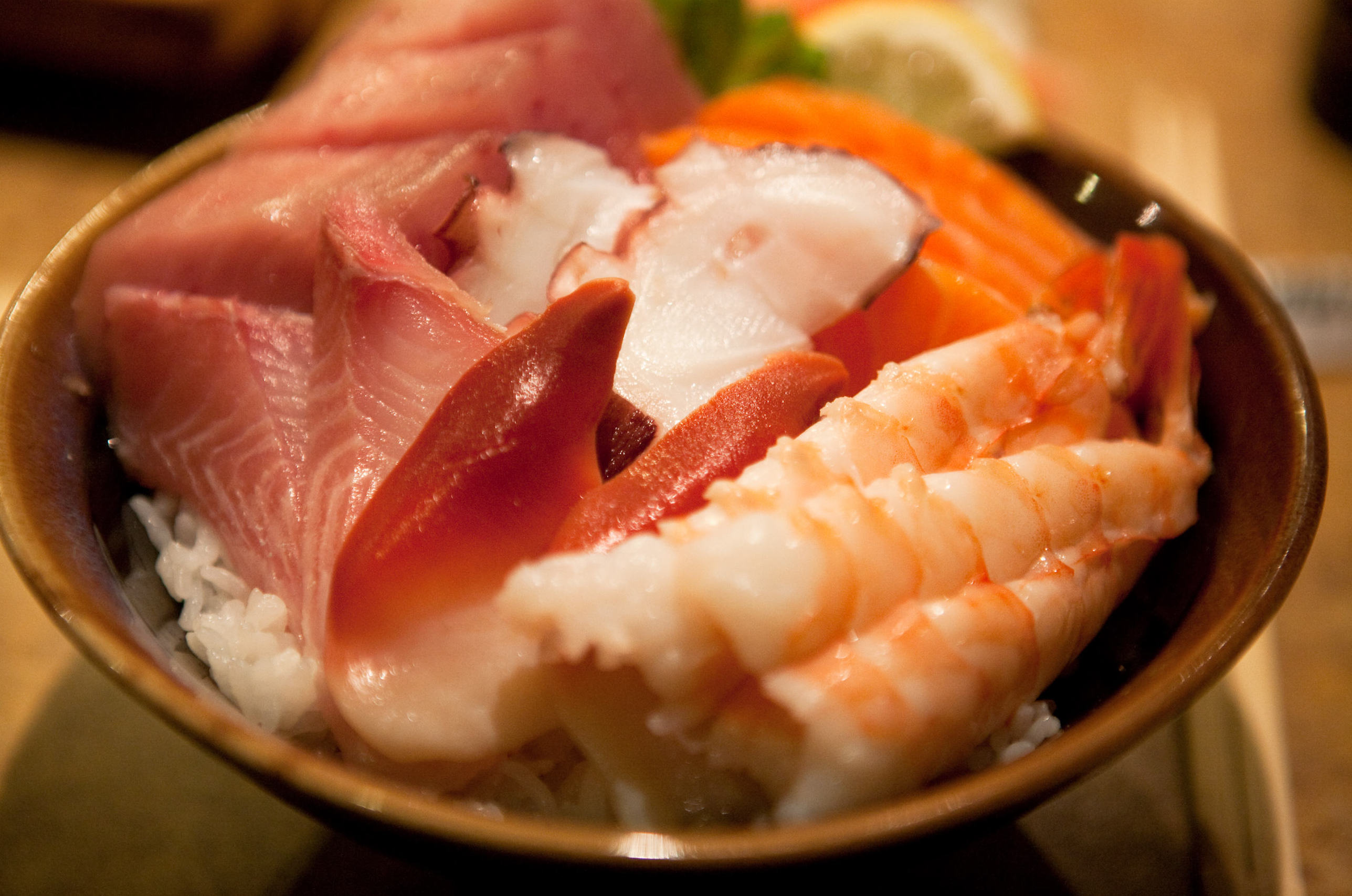
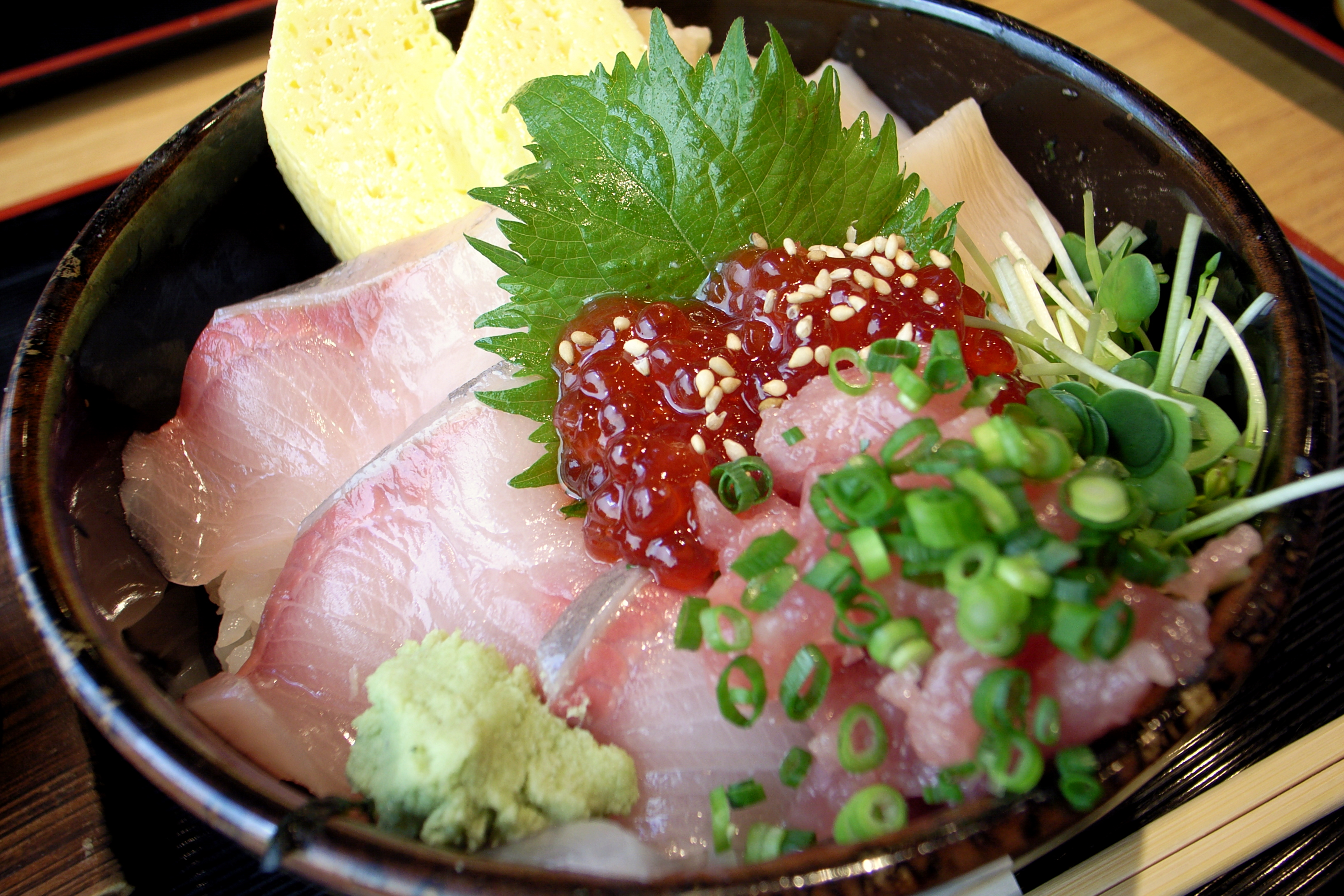

- le gomoku-zushi (« sushi aux cinq ingrédients ») est une variation de la région du Kansai du chirashizushi, qui contient au moins cinq ingrédients, qui sont souvent cuits et mélangés au riz ;
- le mushi-zushi, dont les ingrédients sont cuits, contient le plus souvent de l'anguille grillée ; il est servi chaud. C'est une spécialité de la préfecture de Kyoto ;
- dans l’omura-zushi du Kyūshū, le poisson est disposé entre deux couches de riz, et le tout est recouvert d'omelette japonaise ;
- le tekone-zushi originaire de la province de Shima, souvent considéré comme le sushi du pêcheur, est constitué le plus souvent de thon mariné dans du jus de gingembre qui est ensuite mélangé à la main au riz ;
- enfin, il existe des spécificités suivant les régions pour la préparation des sushis : ainsi, à Osaka, les ingrédients cuits et la crevette sont souvent préférés au thon cru et aux autres ingrédients crus de la région de Tokyo.